# 澤氏
澤氏（さわし）は、信濃国伊那郡（諏訪郡）澤邑より発祥した諏訪氏の一族。諏訪氏を中核として諏訪明神の氏人によって鎌倉時代に形成された武士団・諏訪神党を構成した内の１家。

## 概要
平治年間、諏訪敦家の子・敦方が諏訪郡粟澤村・粟澤城（和田城）に拠って粟澤七郎と称して粟澤氏の家祖となり、子孫は澤氏を称したと云う。
戦国時代後期～末期に、澤重信・房重父子がおり、諏訪氏惣領家に仕える。重信は、諏訪頼重に仕え、頼重が武田信玄に滅ぼされた後は武田氏に仕え、粟澤城（和田城）に拠る。その子・房重は諏訪頼忠に仕え、茅野房清と共に頼忠の使者として徳川家康の元に遣わされた。